# Tour de Flandes femenino 2015
La 12.ª edición del Tour de Flandes femenino se celebró el 5 de abril de 2015 sobre un recorrido de 144,9 km con inicio y final en la ciudad de Oudenaarde en Bélgica.
La carrera hizo parte de la Copa del Mundo de Ciclismo Femenina y fue ganada por la ciclista italiana Elisa Longo Borghini del equipo Wiggle Honda. El podio lo completaron las ciclista belga Jolien D'Hoore también del Wiggle Honda y la ciclista neerlandesa Anna van der Breggen del equipo Rabo Liv Women.

## Equipos
Tomaron parte en la carrera un total de 26 equipos invitados por la organización, quienes conformaron un pelotón de 152 ciclistas de las cuales terminaron 76. Los equipos participantes fueron:
| Equipo continental- Parkhotel Valkenburg Equipos femeninos (25)- Alé Cipollini - Aromitalia Vaiano - Astana-Acca Due O - BePink LaClassica - Bigla - Bizkaia-Durango - Boels Dolmans - BTC City Ljubljana - Hitec Products - Inpa Sottoli Bianchi Giusfredi - Lensworld-Zannata - Liv-Plantur - Lointek - Lotto Soudal Ladies - Matrix Fitness - Orica-AIS - Poitou-Charentes.Futuroscope.86 - Rabo Liv Women - Team Rytger - Servetto Footon - Top Girls Fassa Bortolo - Topsport Vlaanderen-Pro-Duo - Twenty16-Sho-Air - Velocio-SRAM - Wiggle Honda |
| |

## Clasificaciones finales
Las clasificaciones finalizaron de la siguiente forma:

### Clasificación general
| \| Clasificación general \| Clasificación general \| Clasificación general \| Clasificación general \| Clasificación general \| \| Ciclista \| Ciclista \| Equipo \| Tiempo \| \| \| --------------------- \| ---------------------- \| --------------------- \| --------------------- \| --------------------- \| \| 1.ª \| Elisa Longo Borghini \| Wiggle Honda \| 3 h 50 min 43 s \| \| \| 2.ª \| Jolien D'Hoore \| Wiggle Honda \| + 43 s \| \| \| 3.ª \| Anna van der Breggen \| Rabo Liv Women \| + 43 s \| \| \| 4.ª \| Annemiek van Vleuten \| Bigla \| + 43 s \| \| \| 5.ª \| Elena Cecchini \| Lotto Soudal Ladies \| + 43 s \| \| \| 6.ª \| Alena Amialiusik \| Velocio-SRAM \| + 43 s \| \| \| 7.ª \| Pauline Ferrand-Prévot \| Rabo Liv Women \| + 43 s \| \| \| 8.ª \| Lizzie Armitstead \| Boels Dolmans \| + 45 s \| \| \| 9.ª \| Chantal Blaak \| Boels Dolmans \| + 47 s \| \| \| 10.ª \| Ashleigh Moolman-Pasio \| Bigla \| + 47 s \| \| |                        |                     |                 |
| |                        |                     |                 |
| Fuentes: ProCyclingStats Cycling Quotient |                        |                     |                 |
| Clasificación general |                        |                     |                 |
| Ciclista | Ciclista               | Equipo              | Tiempo          |
| 1.ª | Elisa Longo Borghini   | Wiggle Honda        | 3 h 50 min 43 s |
| 2.ª | Jolien D'Hoore         | Wiggle Honda        | + 43 s          |
| 3.ª | Anna van der Breggen   | Rabo Liv Women      | + 43 s          |
| 4.ª | Annemiek van Vleuten   | Bigla               | + 43 s          |
| 5.ª | Elena Cecchini         | Lotto Soudal Ladies | + 43 s          |
| 6.ª | Alena Amialiusik       | Velocio-SRAM        | + 43 s          |
| 7.ª | Pauline Ferrand-Prévot | Rabo Liv Women      | + 43 s          |
| 8.ª | Lizzie Armitstead      | Boels Dolmans       | + 45 s          |
| 9.ª | Chantal Blaak          | Boels Dolmans       | + 47 s          |
| 10.ª | Ashleigh Moolman-Pasio | Bigla               | + 47 s          |